# Le Val d’Hazey
Le Val d’Hazey ist eine französische Gemeinde mit 5.156 Einwohnern (Stand: 1. Januar 2022) im Département Eure in der Region Normandie. Sie gehört zum Arrondissement Les Andelys und zum Kanton Gaillon.
Sie entstand mit Wirkung vom 1. Januar 2016 als Commune nouvelle durch die Zusammenlegung der bisherigen Gemeinden Aubevoye, Sainte-Barbe-sur-Gaillon und Vieux-Villez, die in der neuen Gemeinde den Status einer Commune déléguée besitzen. Der Verwaltungssitz befindet sich im Ort Aubevoye.

## Gliederung
| Ortsteil                   | ehemaliger INSEE-Code | Fläche (km²) | Einwohnerzahl zum 1. Januar 2022 |
| -------------------------- | --------------------- | ------------ | -------------------------------- |
| Aubevoye (Verwaltungssitz) | 27022                 | 7,63         | 4.670                            |
| Sainte-Barbe-sur-Gaillon   | 27519                 | 4,18         | 304                              |
| Vieux-Villez               | 27687                 | 2,56         | 182                              |

## Lage
Nachbargemeinden sind Fontaine-Bellenger im Nordwesten, Les Trois Lacs und Villers-sur-le-Roule im Norden, Courcelles-sur-Seine im Osten, Gaillon im Süden, Saint-Julien-de-la-Liègue im Südwesten und Ailly im Westen.